# Кладоксилопсиди
Кладоксилопсиди (Cladoxylopsida) — вимерлий клас папоротеподібних рослин. Існував з кінця раннього девону до раннього карбону. Походять від псилофітів, але, очевидно, це була сліпа гілка еволюції.

## Опис
Це були невеликі рослини заввишки до 2 м, лише кладоксилон та Wattieza сягали розмірів невеликого дерева. Рівноспорові рослини. Спорангії верхівкові, без якихось спеціальних пристосувань для розкривання. Провідна система — актиностела. Листки дихотомічно розгалужені. Кладоксилопсиди не мали камбію і, як наслідок, не утворювали вторинної деревини.

## Класифікація
- рід Foozia(інші мови)
- порядок Iridopteridales(інші мови)
  - рід Anapaulia(інші мови)
  - рід Arachnoxylon(інші мови)
  - рід Asteropteris
  - рід Compsocradus(інші мови)
  - рід Ibyka(інші мови)
  - рід Iridopteris
  - рід Keraphyton
  - рід Metacladophyton
  - рід Rotoxylon(інші мови)
  - рід Serripteris
- порядок Pseudosporochnales(інші мови)
  - рід Calamophyton(інші мови)
  - рід Cladoxylon(інші мови)
  - рід Duisbergia(інші мови)
  - рід Hierogramma(інші мови)
  - рід Hyenia(інші мови)
  - рід Lorophyton(інші мови)
  - рід Pietzschia(інші мови)
  - рід Polypetalophyton
  - рід Polyxylon(інші мови)
  - рід Pseudosporochnus(інші мови)
  - рід Rhymokalon(інші мови)
  - рід Stenoxylon
  - рід Wattieza(інші мови)
  - рід Xenocladia(інші мови)